# Дъщерята на президента
„Дъщерята на президента“ (на английски: First Daughter) е щатска романтична комедия от 2004 г. на режисьора Форест Уитакър, по сценарий на Джесика Бендинджър, Кейт Кондел и Джери О'Конъл, продуциран от Джон Дейвис. Във филма участват Кейти Холмс, Марк Блукас, Амери, Маргарет Колин, Лила Рочон и Майкъл Кийтън.

## Актьорски състав
| Актьор         | Роля                       |
| -------------- | -------------------------- |
| Кейти Холмс    | Саманта Маккензи           |
| Марк Блукас    | Джеймс Лансоум             |
| Амери          | Мия Томпсън                |
| Майкъл Кийтън  | Президент Джон Маккензи    |
| Маргарет Колин | Първа дама Мелани Маккензи |
| Лела Рошон     | Лиз Папаз                  |
| Майкъл Милхоан | Агент Бок                  |
| Дуейн Адуай    | Агент Дилън                |
| Вера Уанг      | Себе си                    |
| Конан О'Брайън | Себе си                    |

## В България
В България филмът е издаден на VHS и DVD на 8 юни 2005 г. от „Мейстар Филм“.
На 28 октомври 2012 г. се излъчва по каналите на „Нова Броудкастинг Груп“ с български дублаж. Екипът се състои от:
| Озвучаващи артисти  | Яница Митева Петя Миладинова Даниела Йорданова Васил Бинев Георги Георгиев-Гого Димитър Иванчев |
| Преводач            | Саша Добрева                                                                                    |
| Тонрежисьор         | Цветомир Цветков                                                                                |
| Режисьор на дублажа | Димитър Кръстев                                                                                 |